# راندال كونينغهام الثاني
راندال كونينغهام الثاني (بالإنجليزية: Randall Cunningham II)‏ هو منافس ألعاب قوى أمريكي، ولد في 4 يناير 1996 في لاس فيغاس في الولايات المتحدة.